# Culex asteliae
Culex asteliae är en tvåvingeart som beskrevs av John Nicholas Belkin 1968. Culex asteliae ingår i släktet Culex och familjen stickmyggor. Inga underarter finns listade i Catalogue of Life.